# Egon Stoldt
Egon Stoldt (født 28. december 1943) er en dansk skuespiller.

## Filmografi
- Den dobbelte mand (1976)
- Trællenes børn (stemme, 1980)
- Torvet (julekalender, 1981)
- Otto er et næsehorn (1983)
- Jeg elsker dig (1987)